# Cyrtopodion caspium
Cyrtopodion caspium este o specie de șopârle din genul Cyrtopodion, familia Gekkonidae, descrisă de Eichwald 1831. A fost clasificată de IUCN ca specie cu risc scăzut. Conform Catalogue of Life specia Cyrtopodion caspium nu are subspecii cunoscute.